# Calyptranthes grandiflora
Calyptranthes grandiflora är en myrtenväxtart som beskrevs av Otto Karl Berg. Calyptranthes grandiflora ingår i släktet Calyptranthes och familjen myrtenväxter. Inga underarter finns listade i Catalogue of Life.